# Frankreichfest

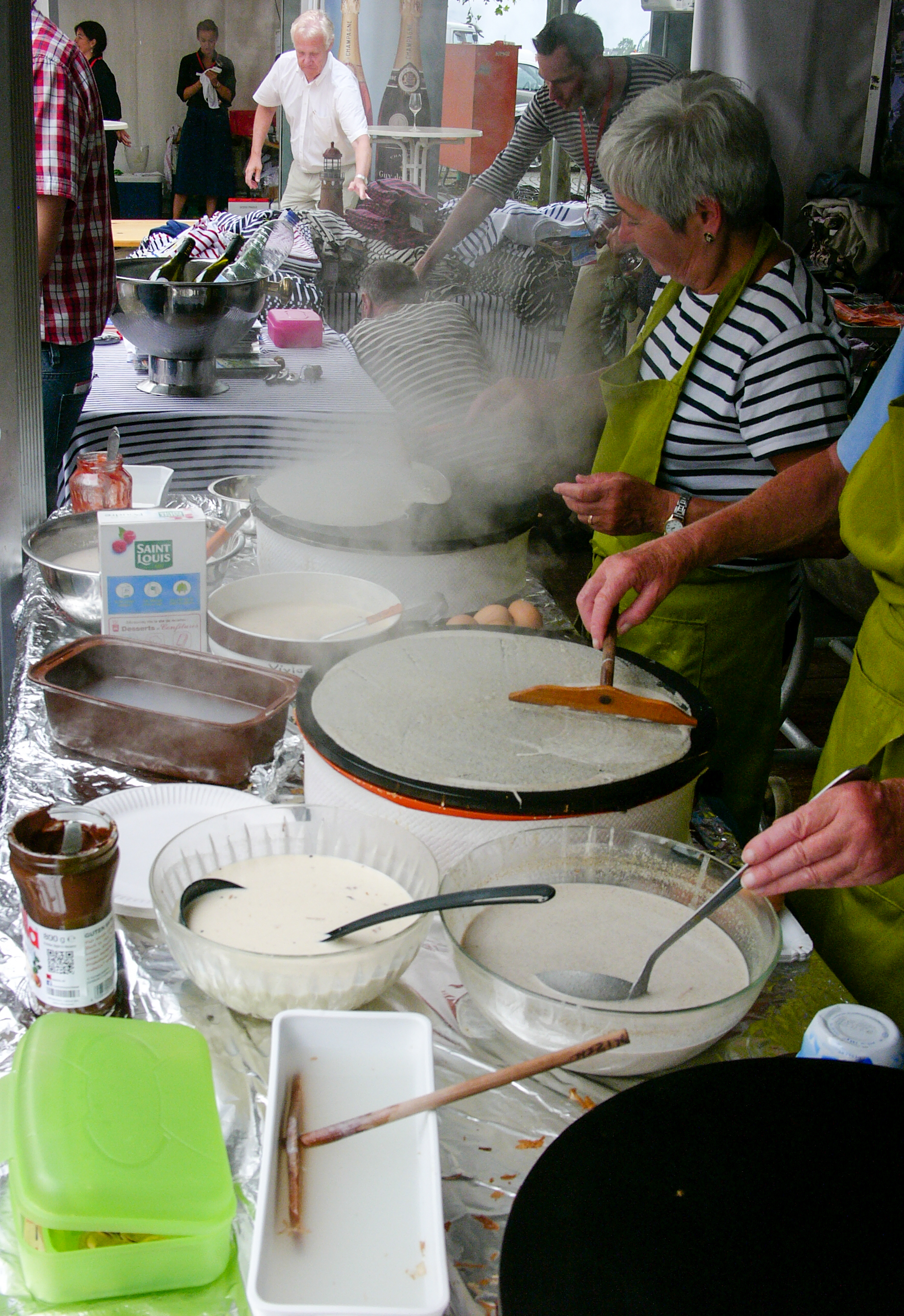
Zubereitung von Crêpes auf dem Frankreichfest Düsseldorf 2014

Das Düsseldorfer Frankreichfest (französisch La grande fête française) ist eine touristische Großveranstaltung, die neben der Steigerung der Attraktivität der Landeshauptstadt Düsseldorf die kulturellen, wirtschaftlichen und freundschaftlichen Beziehungen zu Frankreich vertiefen soll. Seit 2001 wird die Veranstaltung jährlich zeitnah zum französischen Nationalfeiertag, dem 14. Juli, rund um das Düsseldorfer Rheinufer und Rathaus von der Destination Düsseldorf Veranstaltungs GmbH organisiert und galt im Jahr 2013 mit mehr als 100.000 Besuchern an drei Tagen als das größte Fest seiner Art in Deutschland.
Das Programm besteht aus einem Markt mit französischen Produkten, einer gastronomischen Zeile am Rheinufer mit einem vielfältigen kulinarischen Angebot, einem umfangreichen Kulturprogramm im Innenhof des Rathauses und einer Oldtimerrallye namens Tour de Düsseldorf. Das Fest dauert drei Tage und läuft von Freitag- bis Sonntagabend. Seit 2004 bietet das Frankreichfest französischen Regionen außerdem eine geeignete Plattform, um sich kulturell, touristisch und kulinarisch zu präsentieren. Zu den Gästen zählten bereits das Fürstentum Monaco, die Region Midi-Pyrénées, das Elsass und die Bretagne.

## Geschichte
Bei der dritten Veranstaltung im Jahr 2003 kamen rund 30.000 Besucher an zwei Tagen. Seit 2006 gibt es einen französischen Markt mit Händlern aus Frankreich. 2013 hatte es an drei Tagen mehr als 100.000 Besucher. 2019 boten über 25 Händler aus Frankreich ihre Waren an und es gab 120 Stände, Das Fest konnte bis 2019 jährlich 100.000 Besucher anziehen. Anfang Juli 2022 fand das Düsseldorfer Frankreichfest dreitägig zum 20. Mal statt, nachdem es 2020 und 2021 aufgrund der COVID-19-Pandemie abgesagt wurde.